# Amerikansk Tempo
Amerikansk Tempo (originaltitel American Pluck) er en amerikansk stumfilm fra 1925 instrueret af Richard Stanton.

## Medvirkende
- George Walsh som Blaze Derringer
- Wanda Hawley som Alicia
- Sidney De Gray som Birkhaff
- Frank Leigh som Verensky
- Thomas Wilson som Jefferson Lee
- Leo White som Raleigh
- Dan Mason